# Erasmo Escala
Erasmo Escala Arriagada (Valparaíso, 2 de junio de 1826-Santiago, 3 de marzo de 1884) fue un político y  militar chileno. Ejerció como Comandante en jefe del Ejército durante una parte de la Guerra del Pacífico y se desempeñó como diputado por Santiago entre 1876-1879, integrando la Comisión de Guerra y Marina.

## Biografía
Hijo de Manuel Escala Zenteno y de Dolores Arriagada de la Cerda, se casó en primeras nupcias con Luisa Dávila Zilleruelo, con quien tuvo descendencia, y en segundas nupcias con Amadora Dávila Dávila.

## Carrera militar
Estudió en Colegios de Valparaíso. Ingresó a la Academia Militar, el 6 de febrero de 1837. Fue cadete del Regimiento de Artillería en 1838 y posteriormente alférez del mismo regimiento. En 1845 era teniente y estuvo destinado en el Fuerte Bulnes con una compañía de artillería, y en 1848 era capitán. En 1864 siendo coronel fue nominado revisor del Código Militar.
El 27 de febrero de 1872 fue nombrado director de la Escuela Militar donde estuvo hasta 1876.
Siendo General de Brigada, al estallar la Guerra del Pacífico fue destinado al norte como Comandante de Infantería del Ejército. Fue Inspector de la Maestranza de Limache. Miembro de la Comisión Calificadora de Servicios del Ejército.

### Comandante en Jefe del Ejército
El general Escala era un veterano de la guerra contra la Confederación Perú-Boliviana y la Pacificación de la Araucanía, cuando en 1879, durante la Guerra del Pacífico, fue llamado por Domingo Santa María González, ministro del presidente Aníbal Pinto Garmendia, para que asumiera la comandancia del ejército, en reemplazo de Arteaga Cuevas.
Santa María lo eligió porque quería colocar a un militar querido por los soldados y que no hiciera sombra a nadie, así, si regresaba victorioso, no estorbaría la candidatura presidencial del ministro.
Se confió a Vergara para que se encargara de organizarle el ejército, pero su influencia no sería la esperada, pues Escala hacia oídos a cualquiera que se ganase su confianza. 
Rápidamente tuvo un choque con los hermanos Sotomayor: con el coronel Emilio Sotomayor Baeza, jefe del Estado Mayor, y con Rafael Sotomayor Baeza, ministro de Guerra y Marina, y organizador del Ejército. El conflicto se intensificó con el ministro porque Escala no deseaba que se entrometiera un civil en el Ejército, además que el todavía planteaba esta guerra como la de Arauco y no hacía caso a la organización provisoria de Sotomayor, que le recomendaba formar divisiones y brigadas (con lo que el general se indignó), y a organizar el aprovisionamiento en el desierto (Escala esperaba una guerra igual a la de la Confederación).
A pesar de los choques con el ministro, durante su comando las fuerzas chilenas vencieron en Dolores y Los Ángeles. Finalmente el conflicto con el ministro de guerra se resolvió en la renuncia de Escala, fundada en «los procedimientos atentatorias de don Rafael Sotomayor a sus derechos y a su dignidad». Dejaba al ejército en una situación vulnerable debido a que la moral de los soldados bajara, enfrascándose en disputas, chismes y rivalidades internas.
Sotomayor designó para resolver el problema al General Manuel Baquedano González como comandante en jefe, debido a su capacidad para restablecer la moral y el orden («Donde está Baquedano, no hay chismes» dijo el ministro). Escala se retiró del ejército en marzo de 1880.

## Homenajes
En el centro de Santiago existe una calle con su nombre, que se extiende desde Avenida Matucana hasta Almirante Barroso.